# حسين عامر
حسين عامر الركابي (مواليد 28 أبريل 2002) لاعب كرة قدم عراقي محترف يلعب كقلب دفاع لنادي الميناء في دوري نجوم العراق.

## مسيرته الكروية
بدأ عامر مسيرته في نادي الخضر، ثم انتقل إلى نادي الصناعات الكهربائية في دوري الدرجة الأولى العراقي عام 2022.
في 21 أغسطس 2023، انتقل عامر للعب مع نادي الميناء ووقع عقدًا لمدة موسمين. ولكن بسبب حظر نادي الميناء من قبل الفيفا من التعاقد مع اللاعبين، انتقل عامر على سبيل الإعارة إلى نادي نفط ميسان، وفي 8 مايو 2024 تم استبعاده من الفريق، لكنه عاد لاحقًا، وفي 1 يونيو 2024 تمكن من تسجيل هدفه الأول في دوري نجوم العراق لصالح نادي نفط ميسان ضد نادي الشرطة. وفي 12 أغسطس 2024، وبعد عودته من الإعارة، جدد عقده مع الميناء.

## مسيرته الدولية
كان عامر جزءًا من تشكيلة منتخب العراق لكرة القدم تحت 23 عامًا التي فازت ببطولة اتحاد غرب آسيا لكرة القدم تحت 23 عامًا 2023. قدّم عامر أداءً رائعًا في البطولة، واعتُبر أحد العوامل التي ساهمت في نجاح الفريق.
تم اختياره أيضًا من قبل المدرب راضي شنيشل ليكون جزءًا من التشكيلة الأولمبية المكونة من 22 لاعبًا في دورة الألعاب الأولمبية الصيفية 2024 في باريس. قدم عامر مستوى رائعًا في الأولمبياد، مما نال إشادة معظم المحللين الرياضيين.

## الأوسمة
- منتخب العراق تحت 23 سنة لكرة القدم
- بطولة اتحاد غرب آسيا تحت 23 سنة: 2023

## الروابط خارجية
- حسين عامر في سوفاسكور
- حسين عامر في إي إس بي إن